# Cz805
Cz 805 BRENは、チェコのチェスカー・ズブロヨフカ国営会社（チェコ兵器廠国営会社、チェコ語 : Česká zbrojovka, n.p.：ČZ、1992年民営化）で開発されたアサルトライフルである。Vz 58の後継小銃であり、2011年より調達が始まった。

## 概要
チェスカー・ズブロヨフカ社がVz 58の後継を目指してCz 805 BRENを開発し、のちにチェコ軍に採用された。改良型のCz BREN 2があり、こちらもチェコ軍に採用されている。

### Cz 805 BREN
Cz 805 BRENの使用弾丸は5.56x45mm NATO弾であり、作動方式はショートストロークピストン式を採用している。コッキングハンドルはボルトの作動に連動するが、左右に付け替え可能（分解が必要）である。ボルトキャリアとボルトは固定ピンで一体化され、分解手入れはユーザーではなく専門の整備員によって行われる。アッパーレシーバーはアルミ合金製、ロアレシーバーは樹脂製となっている。マガジンは樹脂製の独自規格のものとSTANAG マガジン、H&K G36用マガジンの内どれかを使用することができる。レシーバー左側面にのみボルトリリースを備え、マガジンリリースとセレクターは左右両用となっている。セレクターポジションはセーフ/セミ/2点バースト/フルオートとなっている。ピカティニー・レールを標準装備し、前後の照準器（アイアンサイト）は光学照準器と併用できるよう折り畳み式となっている。折り畳み式ストックは長さの調節が可能で、チークピースを着脱できる。ストックのヒンジ部と銃本体のレシーバーとの間には、両者を接続するアダプターブロックが介在する。
標準のアサルトライフル型であるCZ 805 BREN A1の場合は360 mm（14.2インチ）の銃身、カービン型であるCZ 805 BREN A2の場合は277 mm（10.9インチ）の銃身が装着される。銃身は、非常に高い精度と耐久性を確保するためにクロームメッキが施されている。
派生型として、民間市場向けの半自動のみのCZ 805 BREN S1、7.62×39mm弾を使用するCZ 807が製造された。CZ 807はCz 805からCz BREN 2への移行型のような構造を持ち、ガスブロック・コッキングハンドル・ボルトリリースはCz 807、銃口消焔器・ガスピストン・ボルトキャリア・セレクター・ストックはCz BREN 2に類似している。また銃身を組み換えることはできない。
CZ BREN 2導入以降は、メーカーの公式サイトでは805 BREN、807は型落ちとなっている模様である。

### CZ BREN 2

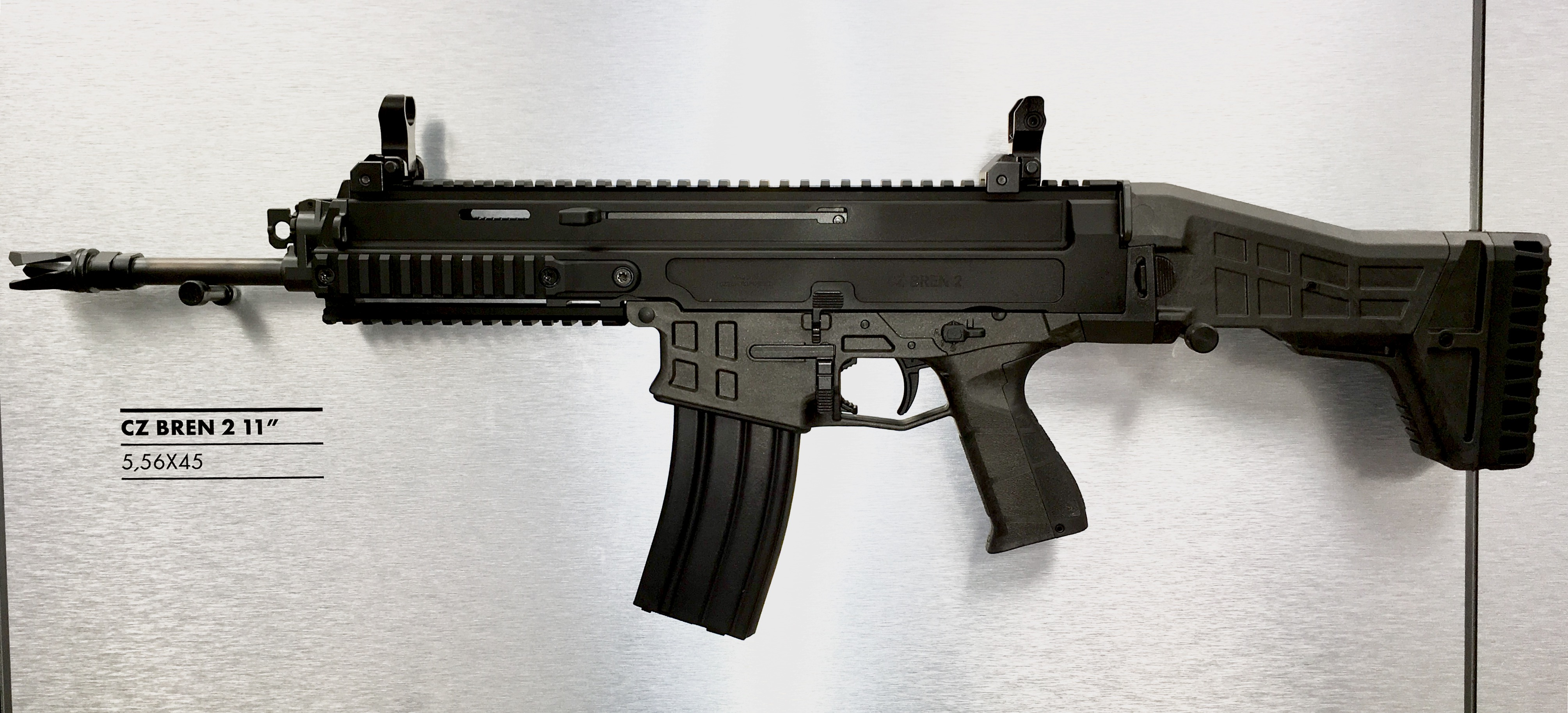
CZ BREN 2 with an 11 in barrel

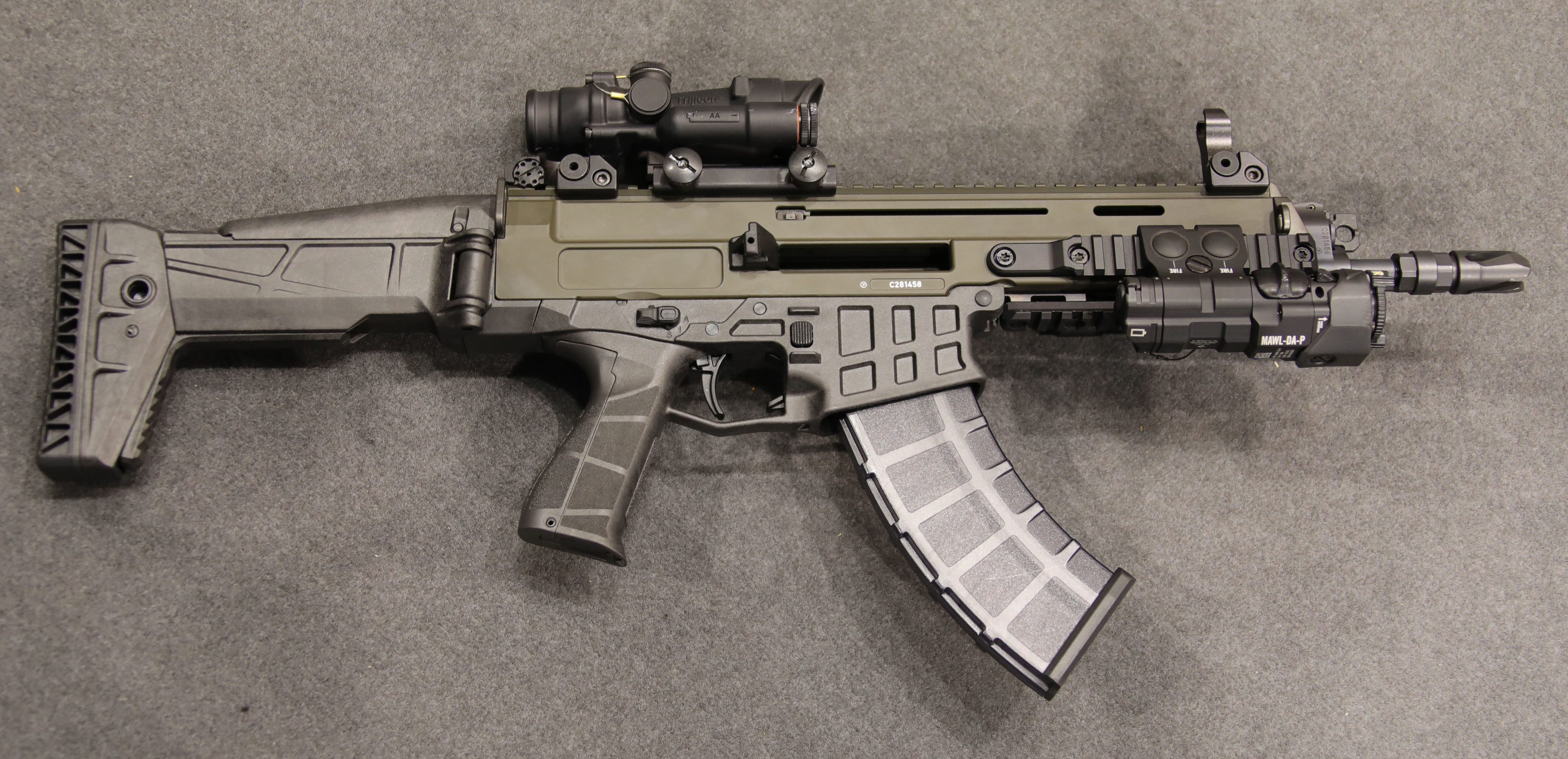
BREN2 (7.62×39mm口径モデル。フランスのGIGN仕様。

CZ BREN 2（非公式にはCZ 806 BREN 2）と呼ばれる軽量な改良版の導入が2015年10月に発表された。現場の兵士によって要求された多くの修正が組み込まれている。Cz BREN 2は、下部レシーバーを肉薄なアルミ合金製に変更・ストックを直接レシーバーへ取り付けるなど0.5 kg（1.1 lb）の重量の削減がなされ、重心を射手に近づけて重量バランスを改善した。チークピース調節機能及び2点バースト機能が省略され、5.56×45mm NATO弾用マガジンはSTANAG マガジンのみ使用できる。コッキングハンドルはボルトに連動しなくなり、射撃時には前進位置にとどまるが、閉鎖不良を起こしたボルトを押し込む機能を持つ。トリガーガード内にはボルトリリースが追加され、トリガーを引く指で操作できる。ボルトリリースを押し上げるとボルトキャリアを後退位置で固定し、押し下げるとボルトキャリアが解放される方式となっている。ガスブロックの規制子は素手で回しやすい形状に変更された。銃口制焔器は先割れ形状に変更され、軸線に対して斜めのスリットが切られている。
CZ BREN 2は、5.56×45mm NATO弾または7.62×39mm弾に対応している。口径変更は、銃身を交換し、5.56×45mm NATO弾または7.62×39mm弾のマガジン装着機構をそれぞれ挿入することですばやく変更できる。2つの口径に対して3つの異なる銃身長が提供される。5.56×45mm NATO弾の場合は、207 mm（8インチ）、280 mm（11インチ）、および357 mm（14インチ）。7.62×39mm弾の場合は、227 mm（9インチ）、280 mm（11インチ）、および357 mm（14インチ）である。
それぞれの銃身を装着した重量は、5.56×45mm NATO弾の場合は、207 mmで2,891g、280 mmで2,986g、および357 mmで3,103g。7.62×39mm弾の場合は、227 mmで2,847g、280 mmで2,896g、および357 mmで3,009gである。
CZ BREN 2の派生型として、CZ 805 BREN S1に代わる民間市場向け半自動小銃の CZ BREN 2 Msが導入されている。.223Reminton弾、7.62×39mm弾に対応している。

### CZ BREN 2 BR
CZ BREN 2 BRは、7.62x51mm NATO弾に対応する派生型（「BR」はBattle Rifleの略）であり、407 mm（16インチ）の銃身を備え、重量は3,778gである。25発マガジンが装着される。

### CZ BREN 2 PPS
CZ BREN 2 PPSは、CZ BREN 2 BRから派生したDMRライフルである（「PPS」はチェコ語で「精密射撃ライフル」の頭文字による略称）。7.62x51mm NATO弾を使用し、457 mm（18インチ）の銃身を備え、全長1,300 mm、重量は4.6kgである。600〜800 mを有効射程とし、2 MOA（600 mの距離で360 mmの円内に集弾する）を実現している。
チェコ軍では、ドラグノフ狙撃銃の代替として配備して行く予定である。

## 登場作品

### ゲーム

#### 『コール オブ デューティ モダン・ウォーフェアIII』
MTZ-556という名前でCz805 BREN A2が、MTZ-762という名前でCz BREN 2 BRが、MTZ INTERCEPTORという名前でCz BREN ２ PPSが登場。

## 採用国
- チェコ
- エジプト：空挺部隊および共和国防衛隊が使用。
- フランス：CZ BREN 2の7.62×39mmモデルをGIGNが採用。
- ハンガリー
- インドネシア：海軍特殊部隊が調達。
- メキシコ
- スロバキア
- ベトナム
- タイ
- インド
- パキスタン：CZ807を軍が採用。
- ケニア [6]
- ウクライナ：ロシアのウクライナ侵攻にて チェコからの支援で CZ BREN 2の7.62×39mmモデルを使用。また、義勇兵が個人で持ち込んだ5.56x45mmモデルも現地で使用されている。

## ギャラリー

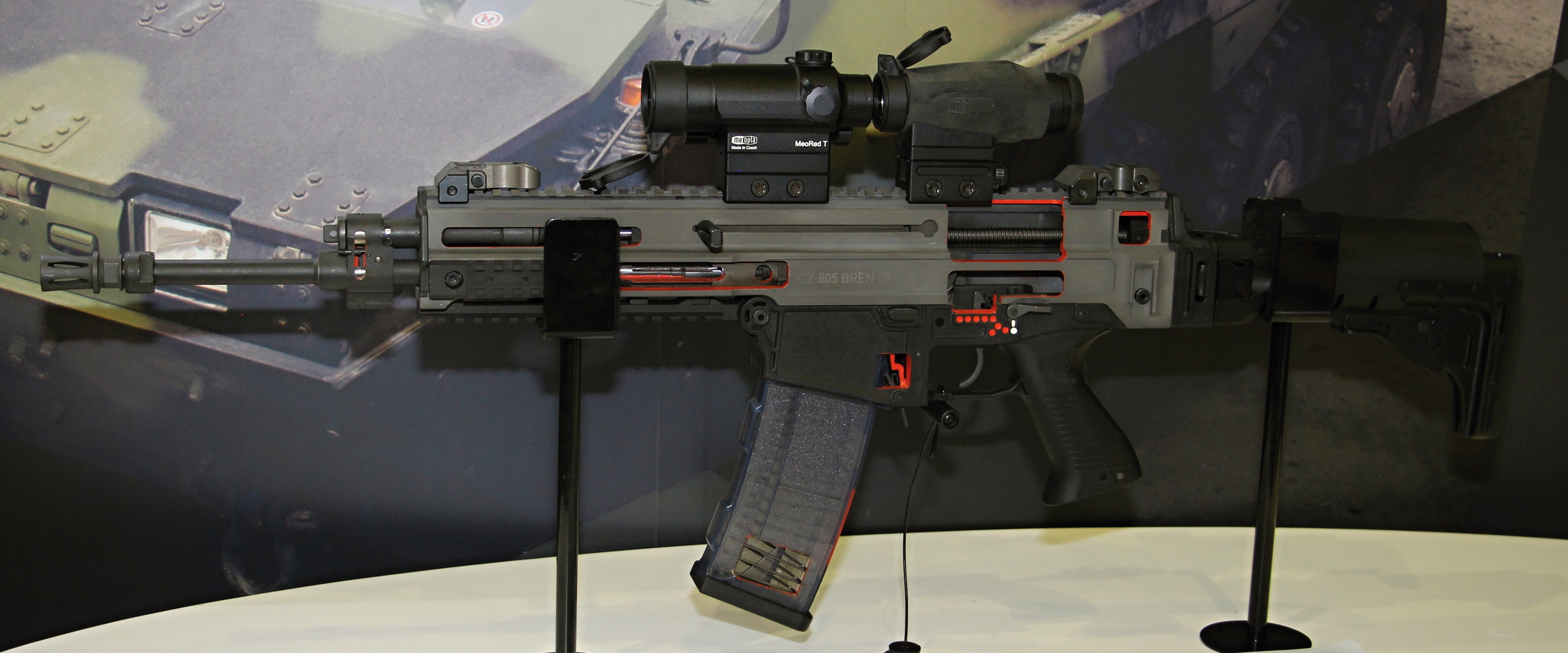
CZ 805の分解・部品紹介映像
- CZ 805のカット・モデル
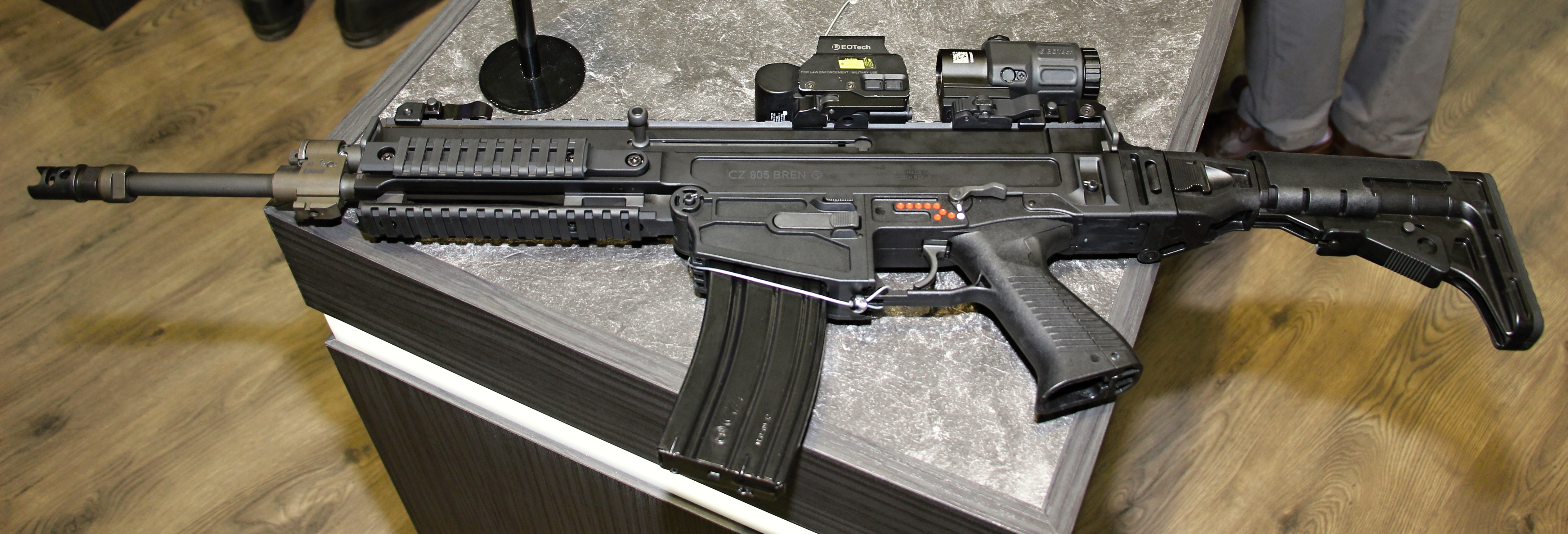
CZ 805 BREN（STANAGマガジン仕様）
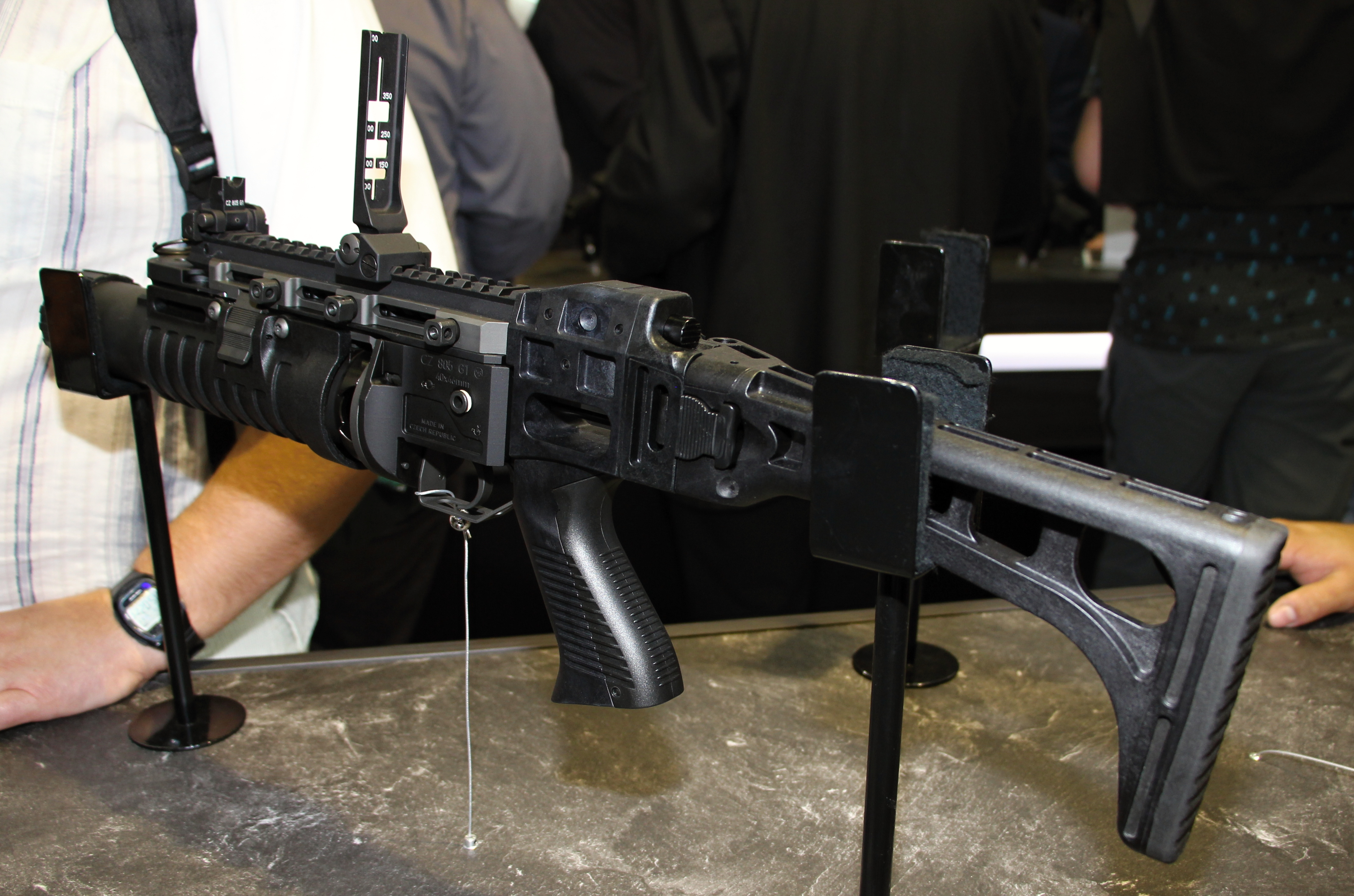
CZ 805用に開発されたCZ 805 G1グレネードランチャー。40mmグレネード弾を使用する。
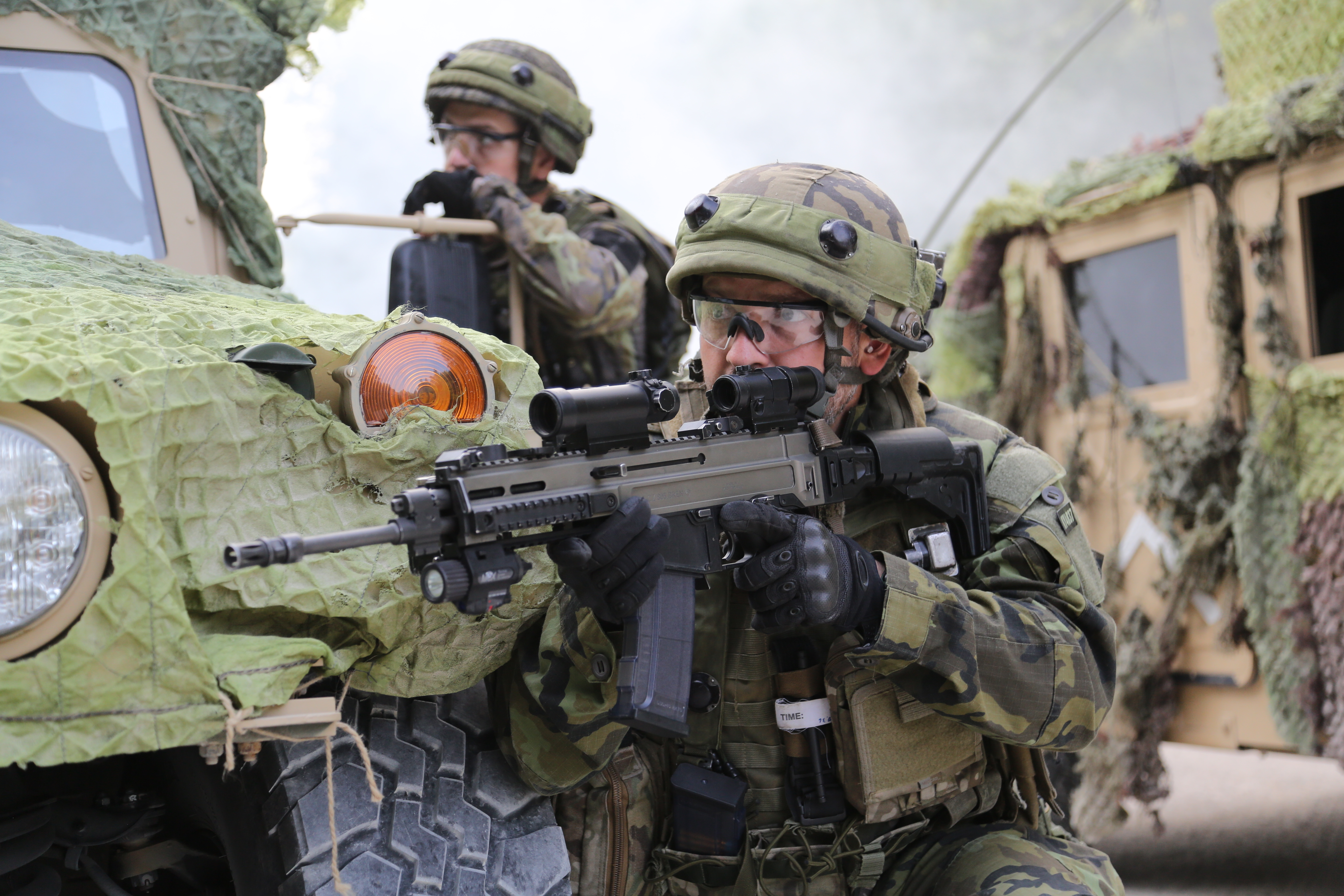
Cz805を構えるチェコ軍兵士
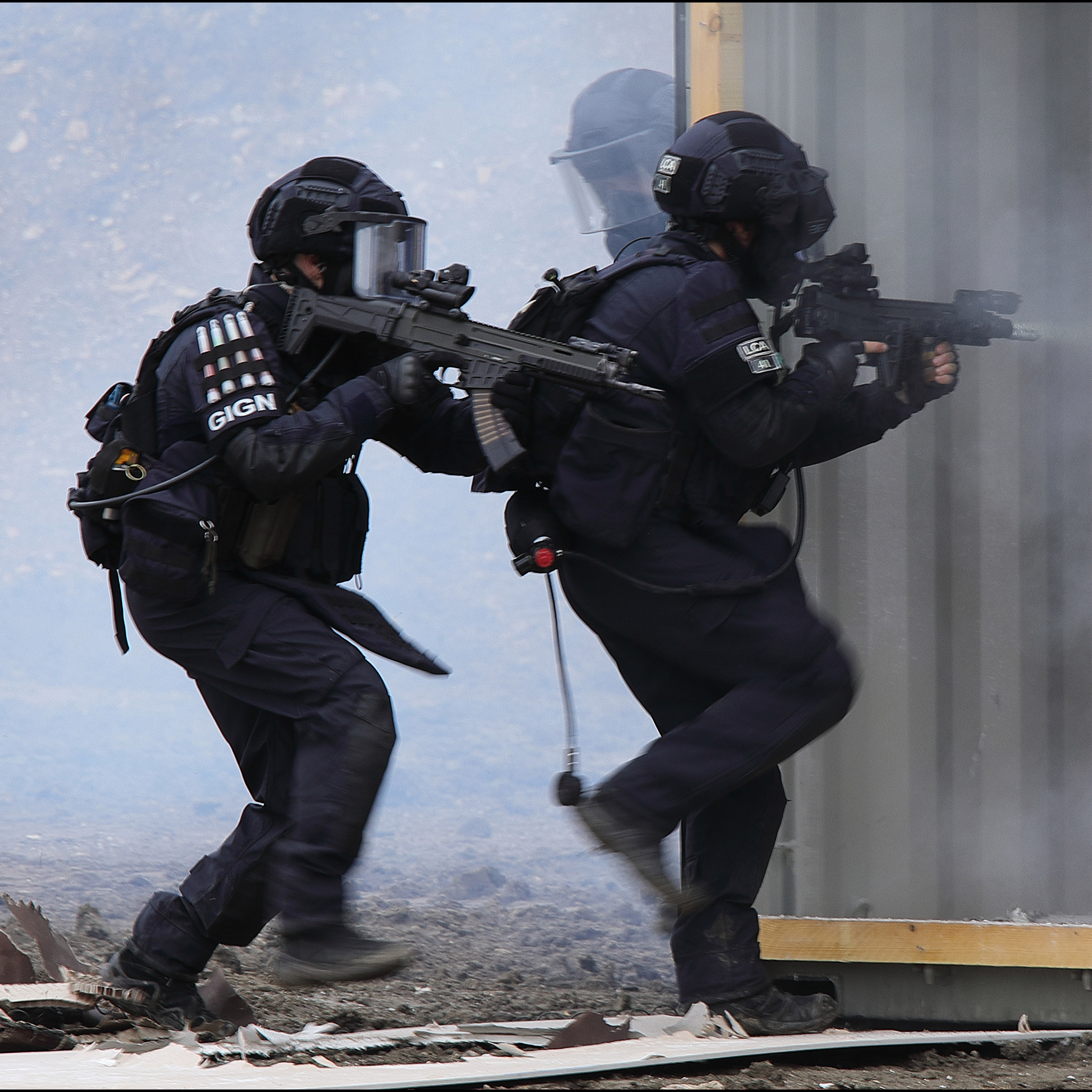
CZ BREN 2 7.62×39mm口径モデルを手にしたフランスのGIGN隊員

## リンク
- ウィキメディア・コモンズには、Cz805に関するカテゴリがあります。
- Modern Firearms - CZ 805 BREN
- Ceska Zbrojovka - CZ 805 BREN A2
- Official CZ 805 BREN A1 and A2 Instruction Manual
- Official CZ BREN 2 PDF